# Kreisavský kroužek
Kreisavský kroužek (německy: Kreisauer Kreis) byl součástí německého protinacistického odboje za druhé světové války, který usiloval o pád hitlerovské Třetí říše.

## Charakteristika

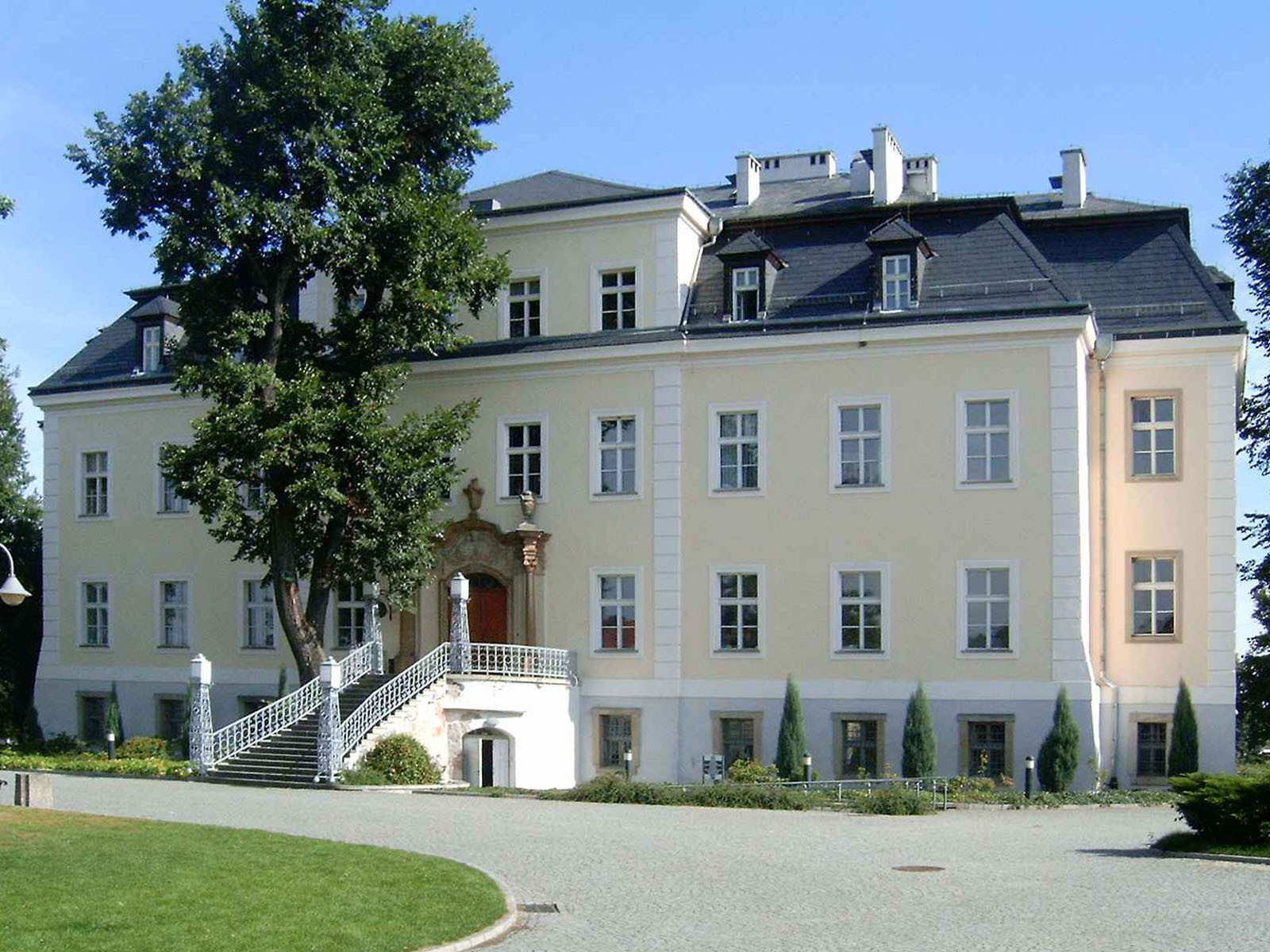
Moltkeho statek v Kreisau.

Jednalo se o širokou skupinu disidentů, která získala jméno podle místa jejich schůzek. Tím byl statek v Kreisau (Krzyżowa) u Svídnice v Dolním Slezsku, který patřil ústřední osobě kroužku, právníkovi Helmuthovi Jamesovi von Moltke. Dalšími klíčovými postavami byli právníci Peter Yorck von Wartenburg a Adam von Trott zu Solz. Většinu členů tvořili konzervativci z tradičních aristokratických rodin, kteří se sdružovali kolem Carla Friedricha Goerdelera. Kroužek měl ovšem heterogenní charakter, působili v něm také sociální demokraté, např. Julius Leber, Adolf Reichwein, křesťansky sociálně orientované osoby i liberálové. Tato různorodost se projevovala i v cílech a způsobu jejich dosažení. Moltkeho frakce žádala v pohitlerovském Německu demokratizační proces, okamžitý konec války a měla zájem na přátelství se Sovětským svazem, což bylo v opozici s požadavky Goerdelera. Část kroužku začala v létě 1944 spolupracovat s další silou odboje – Komunistickou stranou Německa.
Kroužek byl aktivní součástí hnutí 20. července 1944. Po jeho neúspěchu byla většina členů zatčena a popravena.